# Montferri
Montferri (anomenat Puigtinyós fins al 1917) és un municipi de la comarca de l'Alt Camp. Dins del seu terme hi ha el poblet de Vilardida i l'edifici del molí de Puigtinyós, que donava nom antigament al poble.

## Geografia
- Llista de topònims de Montferri (orografia: muntanyes, serres, collades, indrets…; hidrografia: rius, fonts…; edificis: cases, masies, esglésies, etc.).

El seu punt més alt és la Tossa Grossa de Montferri, de 387 m d'altitud.

## Història
Va formar part de la vegueria de Vilafranca del Penedès fins al 1716. Després va passar a formar part del corregiment de Vilafranca del Penedès des del 1716 fins al 1833.

## Economia
El 1970 la seva renda anual mitjana per capita era de 37.571 pessetes (225,81 euros).
El 1983 el terme municipal de Montferri comptava amb unes 26 explotacions agràries d'entre 0 i 5 hectàrees, unes 39 d'entre 5 i 50 hectàrees i 1 explotació d'entre 50 i 200 hectàrees.

## Demografia
| Entitat de població | Habitants (2024) |
| Montferri           | 471              |
| Vilardida           | 2                |
| Font: Idescat       |                  |

| 1497 f | 1515 f | 1553 f | 1717 | 1787 | 1857 | 1877 | 1887 | 1900 | 1910 |
| ------ | ------ | ------ | ---- | ---- | ---- | ---- | ---- | ---- | ---- |
| 34     | 21     | 32     | 187  | 438  | 409  | 366  | 402  | 429  | 408  |

| 1920 | 1930 | 1940 | 1950 | 1960 | 1970 | 1981 | 1990 | 1992 | 1994 |
| ---- | ---- | ---- | ---- | ---- | ---- | ---- | ---- | ---- | ---- |
| 361  | 380  | 328  | 298  | 283  | 200  | 176  | 152  | 159  | 159  |

| 1996 | 1998 | 2000 | 2002 | 2004 | 2006 | 2008 | 2010 | 2012 | 2014 |
| ---- | ---- | ---- | ---- | ---- | ---- | ---- | ---- | ---- | ---- |
| 158  | 158  | 157  | 131  | 202  | 258  | 350  | 391  | 396  | 369  |

| 2016 | 2018 | 2020 | 2022 | 2024 | 2026 | 2028 | 2030 | 2032 | 2034 |
| ---- | ---- | ---- | ---- | ---- | ---- | ---- | ---- | ---- | ---- |
| 400  | 383  | 403  | 419  | 473  | -    | -    | -    | -    | -    |

El 1920 és el primer any del cens, format per la unió de Puigtinyós i Vilardida. Les dades anteriors són la suma dels dos antics municipis.

## Llocs d'interès

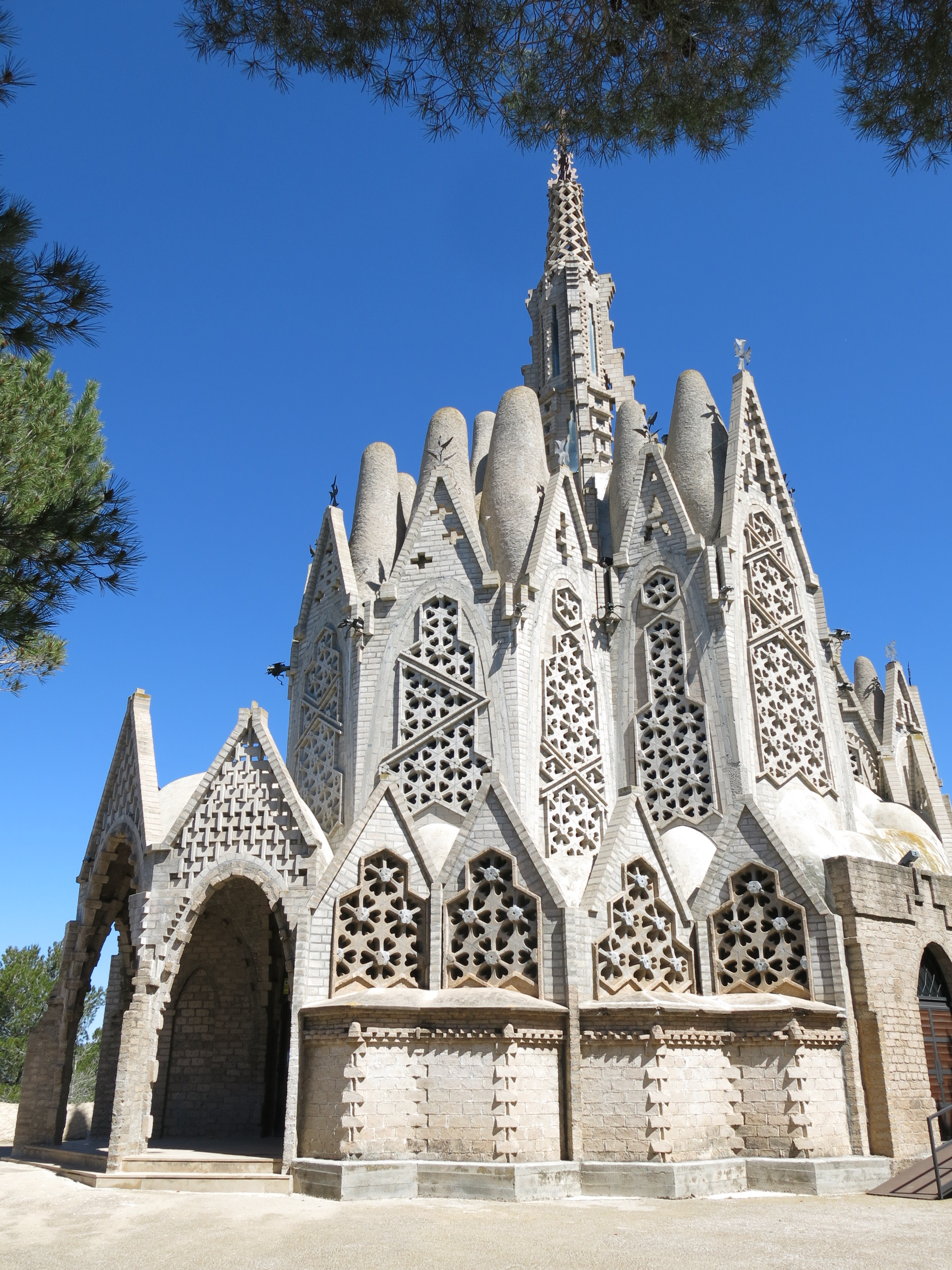
Santuari de la Mare de Déu Montserrat

Allotja al seu terme municipal el santuari de la Mare de Déu de Montserrat, construcció modernista de l'arquitecte Josep Maria Jujol.
- Sant Bartomeu de Montferri, església parroquial.

- Monuments declarats béns culturals d'interès nacional (BCIN):
  - Torre de Montferri, o Torre del Moro, del segle xii.
  - Castell de Rocamora, castell de Montferri o castell de Puigtinyós, del segle xi.